# 溫徹斯特M1886槓桿式步槍
溫徹斯特M1886（英語：Winchester Model 1886，俗稱：溫徹斯特86或Model 86）是一款由著名的美国槍械設計師约翰·勃朗宁所研製、槍械製造商溫徹斯特連發武器公司所生產的槓桿式連發步槍，可發射該時期一些火力較為強大的步枪子彈。該槍最初用於發射.45-70政府型、.45-90 WCF（WCF全寫「Winchester Center Fire」，意為：溫徹斯特中央式底火，當今稱呼為「.45-90夏普斯彈」）和.40-82 WCF步槍子彈，其後又提供了六款其他大口徑彈藥，包括.50-110溫徹斯特。儘管最初設計用於發射黑火藥步槍彈藥，但其枪机的強度足以讓它稍作小改動就轉化為無煙火藥槍械，而隨後從1903年開始將其改為發射無煙火藥.33 WCF彈藥。

## 概述
M1886年延續了M1876發射重型彈藥的趨勢，而且有著比M1876的肘節鏈接式槍機要新型、相當強固的閉鎖功能。該槍是由約翰·摩西·白朗寧所設計，他從1880年代到1900年代初都與溫徹斯特保持著長期而且有利可圖的關係。而威廉·梅森也為其做出了貢獻，對白朗寧的原始設計進行了些許改進。從眾多方面而言，M1886都是真正的美國特快步槍，因為它可以裝填在當代火力較為強大的黑火藥步槍彈藥；事實證明，它不僅可以裝填.45-70政府彈，而且還可以承受.45-90 WCF和巨大的.50-110特快“水牛”彈藥筒。槍機的強度充足，以至於镍钢槍管是承受無煙火藥彈藥時所需的唯一必要修改；1903年，該步槍發射無煙高初速的.33 WCF彈藥。
第一次世界大战初期，英國皇家飛行隊購入了.45-90 WCF口徑的M1886步槍，它倆裝填了特殊的燃燒彈丸，旨在點燃德軍飛艇以內的氢氣。
1935年，溫徹斯特推出了稍作改動的M1886，並且命名為M71，可裝填火力更強大的.348溫徹斯特彈藥。
在推出M1886以後不久，白朗寧設計了M1886槍機的縮小型，以發射較小的雙用途或是卡賓槍彈藥，成果是推出時極為成功的溫徹斯特M1892。
M1886亦以定制形式，提供罕見的32鉛徑散彈藥筒型。這款「步槍」裝有特殊膛室和槍管，用以裝填32鉛徑散彈藥筒。

## 流行文化
溫徹斯特M1886在2004年的電子遊戲《半条命2》當中扮演次要用途。該步槍是由格里高里神父，為玩家在廢棄的煤礦小鎮渡鴉市遇到的第三人稱角色所攜帶和使用。

## 資料來源
1. 1 2 3 4  Dave Scovill, "The Winchester Model 1886" （页面存档备份，存于）, Rifle Magazine's The Legacy of Lever Guns, Winter 2000, 7.
2. ↑  Barnes, Frank C., ed. by John T. Amber. ".577/500 Magnum Nitro Express", in Cartridges of the World, p.116.
3. ↑  "Winchester's Big 50" （页面存档备份，存于）, American Rifleman.
4. ↑  Mercaldo, Luke & Vanderlinden, Anthony (June 2015). "Winchester Lever-Actions go to War". American Rifleman（英语：American Rifleman）. p. 53.
5. ↑  . American Rifleman. 2009  [2020-06-09]. （原始内容存档于2016-03-03）.
6. ↑  Barnes, Frank C., ed. by John T. Amber. "32-Gauge" in the 11th Edition of "Cartridges of The World", p. 502

## 外部連結
- （英文）—Identifying A Winchester 1866 （页面存档备份，存于）